# إي إس بي إن إم إل إس إكسترا تايم 2002
إي إس بي إن إم إل إس إكسترا تايم 2002 (بالإنجليزية: ESPN MLS ExtraTime 2002)، هي لعبة فيديو يابانية، من تطوير ونشر شركة كونامي، تم إصدار اللعبة سنة 2001، وتعمل لمنصات بلاي ستيشن 2، غيم كيوب وإكس بوكس.

## المنتخبات العربية
توفر اللعبة 5 منتخبات عربية، وهي:
- مصر
- المغرب
- تونس
- الإمارات العربية المتحدة
- السعودية